# Tan Chong Motor Holdings
Tan Chong Motor Holdings Berhad ist ein malaysischer Automobilhändler und Automobilhersteller mit Sitz in Kuala Lumpur.

## Geschichte
Das Unternehmen wurde 1972 gegründet. Das Vorgängerunternehmen Tan Chong & Co. war bereits seit 1957 alleiniger Vertreter für Nissan bzw. Datsun in Malaysia. Seit 1974 ist die Tan Chong Motor Holdings an der Börse in Kuala Lumpur gelistet.
Es verfügt über zwei Montagewerke in Segambut (Kuala Lumpur) (seit 1976) und Serendah (Selangor) (seit 2007).
Seit 1977 werden Lastwagen und Busse von Nissan Diesel hergestellt. Im Jahr 1994 begann der Export des Nissan C22 Vanette in andere asiatische Länder wie beispielsweise Papua-Neuguinea, Brunei, Fidschi und Bangladesch.
Im Jahr 2003 wurde eine Rahmenvereinbarung mit Renault geschlossen. Der Renault Kangoo wird seit 2014 als erster CKD-Bausatz von Renault im ASEAN-Bereich montiert und von der Tochtergesellschaft Tan Chong Euro Cars Sdn. Bhd. vertrieben.
Seit der Eröffnung des zweiten Werks in Serendah wird dort der Nissan Latio montiert.
Im Jahr 2013 wurde ein weiteres Werk im vietnamesischen  Đà Nẵng zur Montage des Nissan Sunny eröffnet, nachdem bereits 2010 eine Mehrheitsbeteiligung an Nissan Vietnam Co Ltd. erfolgte.